# Acrometa
Genre
Synonymes
- Eogonatium Petrunkevitch, 1942
- Liticen Petrunkevitch, 1942
- Theridiometa Petrunkevitch, 1942
- Viocurus Petrunkevitch, 1958

Acrometa est un  genre fossile d'araignées aranéomorphes de la famille des Synotaxidae.

## Répartition
Les espèces de ce genre ont été découvertes dans de l'ambre de la mer Baltique sauf Acrometa cristata qui a été observée dans d'autres ambres d'Europe. Elles datent du Paléogène.

## Liste des espèces
Selon World Spider Catalog (version 20.5, 2020) :
- † Acrometa clava Wunderlich, 2004
- † Acrometa cristata Petrunkevitch, 1942
- † Acrometa eichmanni Wunderlich, 2004
- † Acrometa incidens Wunderlich, 2004
- † Acrometa minutum (Petrunkevitch, 1942)
- † Acrometa pala Wunderlich, 2004
- † Acrometa pseudorobusta Dunlop & Jekel, 2009
- † Acrometa robusta (Petrunkevitch, 1942)
- † Acrometa samlandica (Petrunkevitch, 1942)
- † Acrometa setosus (Petrunkevitch, 1942)
- † Acrometa succini Petrunkevitch, 1942

## Systématique et taxinomie
Ce genre a été décrit par Petrunkevitch en 1942. Il est placé dans les Synotaxidae par Wunderlich en 2004.
Eogonatium, Liticen, Theridiometa et Viocurus ont été placés en synonymie par Wunderlich en 1986.

### Publication originale
- (en) Alexander Ivanovitch Petrunkevitch, A study of amber spiders, vol. 34, coll. « Transactions of the Connecticut Academy of Arts and Sciences », 1942, 119–464 p..